# Чемпіонат України з пляжного футболу 2007
Чемпіонат України з пляжного футболу 2007 — п'ятий чемпіонат України з пляжного футболу, фінальний турнір якого відбувся 8-12 серпня 2007 у київському Гідропарку на стадіоні «Євроформат» (2800 місць) за участю 6 команд. Переможець — «Нова Ера» (Київ).

## Фінальний турнір
Група A:
1. «Нова Ера» (Київ)
2. «Марріон» (Одеса)
3. «Старт» (Іллічівськ)

Група B:
1. «Плесо» (Київ)
2. «Глорія» (Одеса)
3. «Кремінь» (Кременчук)

Півфінали:
- «Марріон» — «Плесо» — 1:1 (перемога в серії пенальті)
- «Нова Ера» — «Глорія» — 3:2

За 3-є місце: «Плесо» — «Глорія» — 5:3
Фінал: «Нова Ера» — «Марріон» — 4:3